# Albert Samama-Chikli
Albert Samama Chikli (24 de enero de 1872-1934) fue un cineasta y fotógrafo tunecino. Considerado como uno de los pilares más antiguos del Cine Mundial, fue fotógrafo, cineasta, tecnófilo, aventurero, ciclista y pionero del Séptimo Arte.

## Biografía
Samama nació el 24 de enero de 1872 en Túnez, en el seno de una rica familia tunecina de origen judío. Su padre David Samama, era un banquero del Bey que estableció una institución bancaria que luego se convertiría en el Banco de Túnez. Su madre era ama de casa. Albert continuó sus estudios con Charles Lavigerie y luego con los jesuitas en Marsella. Fue un viajero que visitó Cabo de Hornos, China y Australia con frecuencia incluso a una edad temprana. Recibió su apodo 'Chikli' de la hermandad de bomberos de la isla de Chikly, una pequeña isla en el lago de Túnez.
Estuvo casado con Bianca Ferrero, una mujer de Saboya nacida en Italia. Tuvieron una hija, Haydée Tamzali. Adquirió la nacionalidad francesa y se convirtió al Islam con su familia.
Falleció en 1934 en Túnez a la edad de 62 años y fue enterrado en el cementerio de Borgel.

## Carrera
En 1896, regresó a Túnez y tomó las primeras imágenes cinematográficas con la ayuda del fotógrafo Soler. Acompañado de Auguste y Louis Lumière, retransmitieron las películas La salida de la fábrica Lumière de Lyon y La llegada de un tren a la estación de La Ciotat. Continuó estudiando la ciencia y técnicas de la fotografía y la cinematografía y se convirtió en la primera persona en introducir la bicicleta y el telégrafo inalámbrico en Túnez. Más tarde introdujo la primera máquina de rayos X en un hospital de Túnez. En 1908, tomó las primeras vistas aéreas de Túnez utilizando un globo entre Hammam-Lif y Grombalia. Más tarde filmó el terremoto de 1908 en Messina y probablemente tomó la primera toma submarina en 1909. En 1910, filmó la pesca del atún en Túnez bajo el patrocinio de Alberto I, Príncipe de Mónaco.

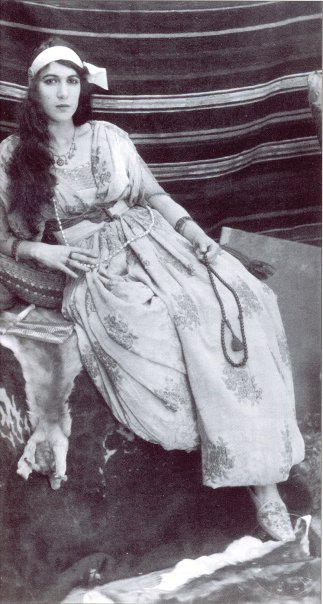
Fotografía de Haydee Tamzali, hija de Samama

Desarrolló una pasión por los documentales y reportajes cuando comenzó a cubrir eventos en Túnez para los periódicos 'Le Matin' y 'L'Illustration'. En 1911, recibió el encargo de cubrir la guerra ítalo-turca en Tripolitania. Luego produjo imágenes documentales, como 'La Pêche aux éponges' o 'Trafic d'Armes off Douara'. Durante la Primera Guerra Mundial, se unió a la sección fotográfica y cinematográfica de los ejércitos franceses y se convirtió en uno de los doce reporteros dirigidos por Abel Gance que filmaron las trincheras de la Batalla de Verdún.
En la década de 1920 trabajó como fotógrafo y documentalista para revistas de viajes y guías turísticas. En 1922 fue el camarógrafo de la película Tales of a Thousand and One Nights dirigida por el ruso Victor Tourjanski. Después de pasar muchas semanas entre poblaciones rurales, creó la Enciclopedia con imágenes de la vida tunecina.
En 1922, realizó su primer corto de ficción Zohra, el primero de su país. La película obtuvo gran éxito y fue presentada en el Omnia Pathé cinema de Túnez el 21 de diciembre de 1922. Su hija, Haydée Tamzali fue la protagonista.
En 1923 dirigió la película Ain el-Ghezal ou la fille de Carthage, el primer largometraje dirigido por un tunecino en la historia del cine tunecino. Fue producido con el apoyo de Habib Bey.
En 1996, el cortometraje biográfico Albert Samama Chikli, este maravilloso loco filmando con sus divertidas máquinas fue dirigido por Mahmoud Ben Mahmoud en honor a Albert Samama.

## Filmografía
| Año  | Película                              | Papel            | Género       | Ref.  |
| ---- | ------------------------------------- | ---------------- | ------------ | ----- |
| 1909 | Brujas en Bruselas                    | Director         | Documental   |       |
| 1909 | Amberes en Oostende                   | Director         | Documental   |       |
| 1922 | Zohra                                 | Director, editor | Cortometraje | [ 9 ] |
| 1924 | Ain el-Ghezal ou la fille de Carthage | Director         | Largometraje |       |

## Galería

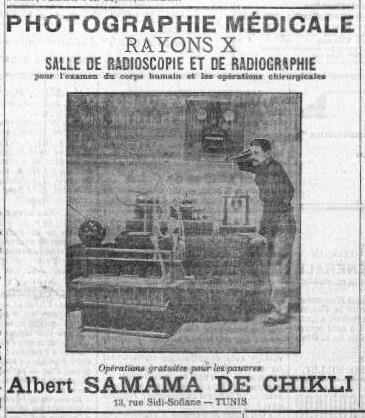
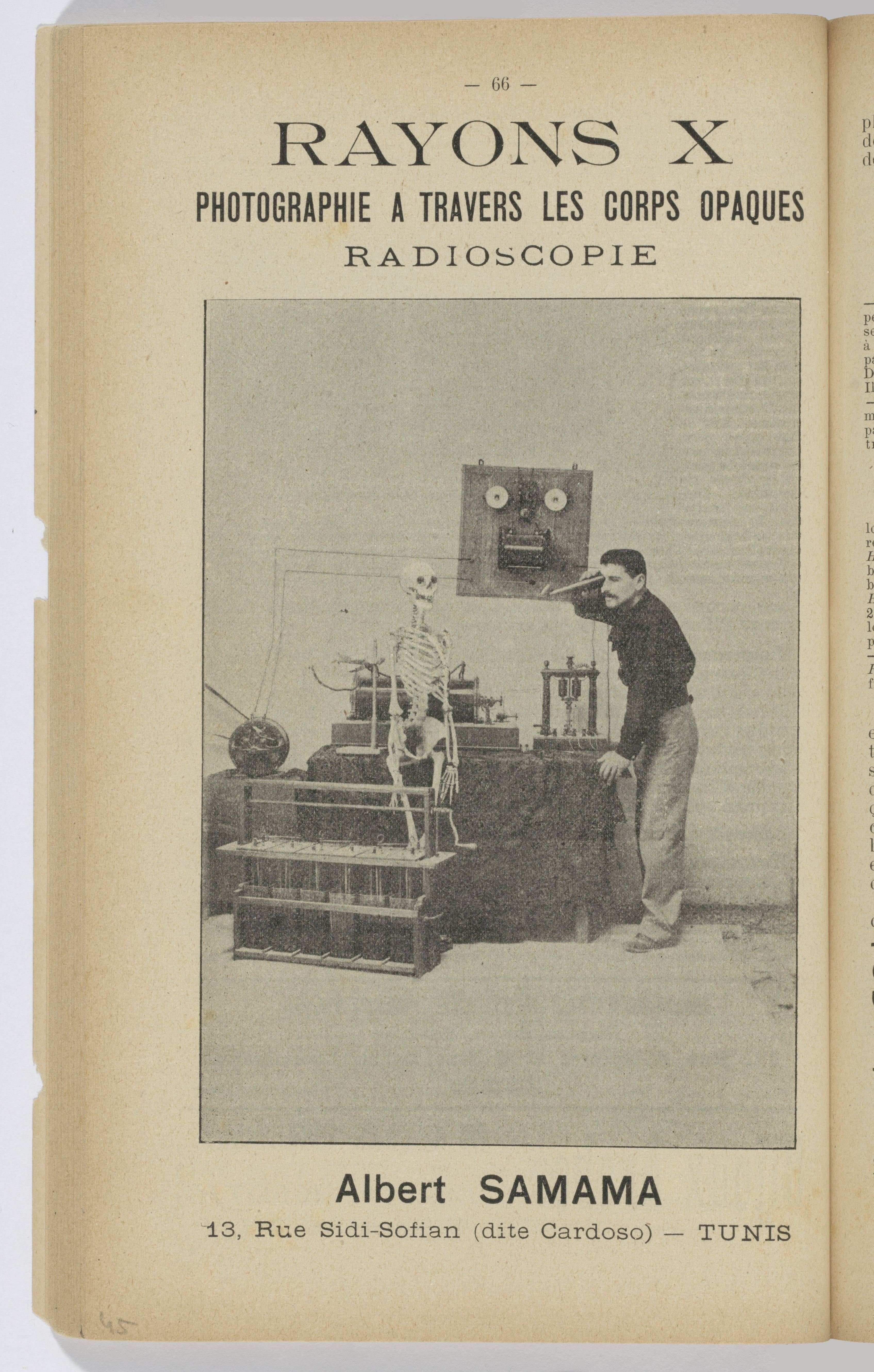

- Película Zohra